# Angela (banda)
Angela (estilizada em letras minúsculas) é uma banda japonesa, famosa por ter sua música retratada como temas de vários animes. Os membros principais são Atsuko e KATSU. O nome da música vem de uma canção do Mötley Crüe. Suas músicas animadas e arranjos ricos combinam elementos de rock, música eletrônica, jazz e ska. Em 2008, eles formaram uma banda alter ego chamada Domestic Love Band (ドメスティック・ラヴバンド). Eles são mais conhecidos por fornecer todos os temas de abertura e encerramento para o anime Soukyuu no Fafner.

## História
Embora Atsuko e Katsu tenham nascido na província de Okayama, eles se conheceram pela primeira vez em Tóquio, em uma escola de música. Em 1993, o angela foi formado e eles começaram como artistas de rua. Em 1999 eles fizeram sua estreia com o single "memories", porém esse lançamento passou despercebido. Entretanto, em 2002, Angela assinou com a Starchild. O sucesso veio quando eles escreveram a música de abertura, "Asu e no brilliant road" (明日へのbrilliant road), junto com três temas de encerramento diferentes para o anime Uchuu no Stellvia. Seu primeiro álbum, Sora no Koe (ソラノコエ) foi lançado pela Starchild em 2003. Desde então, eles forneceram músicas para o show Soukyuu no Fafner e lançaram mais oito álbuns de estúdio: I/O em 2004, PRHYTHM em 2006, Land Ho! em 2009, mirror☆ge em 2011, ZERO em 2013, ONE WAY em 2015, LOVE & CARNIVAL em 2016 e Beyond em 2017; bem como duas compilações de melhores músicas: Takarabako -Treasure Box- (宝箱 - Treasure Box) em 2007 e Takarabako 2 -Treasure Box II- (宝箱2 -Treasure Box II-) em 2014.
Em 2004, Angela tocou na Otakon em Baltimore, Maryland. No ano seguinte, 2005, houve apresentações ao vivo na Sakura-Con em Seattle, Washington, e também na Fan Expo Canada (conhecida na época como CN Anime) em Toronto, Ontário, Canadá.
Sora no Koe foi lançado nos Estados Unidos pela gravadora Geneon como Voice of the Sky em janeiro de 2005. Seu segundo álbum, I/O, foi lançado pelo selo Geneon nos EUA em agosto de 2005. Seu próximo álbum, PRHYTHM, foi lançado pela Geneon nos EUA em novembro de 2006.
Em 2010, pela primeira vez, angela se apresentou na maior convenção de anime do Sudeste Asiático, o Anime Festival Asia (AFA), realizado anualmente em Cingapura. Também é a primeira vez que eles se apresentam no país. Em 2011, eles fizeram outra apresentação organizada pela jplex em Cingapura, no Republic Polytechnic. No mesmo ano, eles apareceram novamente em Cingapura no Anime Festival Asia 2011. Em 2012, eles foram convidados pela terceira vez para se apresentar no Anime Festival Asia 2012, na Indonésia. No ano seguinte, em 2013, eles retornariam para se apresentar em Cingapura no Anime Festival Asia 2013. Em 2018, eles foram convidados pela quinta vez para se apresentar em Cingapura, no Anime Festival Asia 2018.
Em julho de 2013, Angela se apresentou pela primeira vez em Paris, França, na convenção de cultura japonesa, Japan Expo. Em 31 de outubro de 2013, angela lançou seu canal oficial no YouTube. Eles fariam uma aparição na convenção de anime Anime Expo em Los Angeles em julho de 2014. Em 19 de setembro de 2015, angela fez seu primeiro show na Alemanha na convenção de anime Connichi em Kassel. Em 2017, sua música "Zenryoku☆Summer!" (全力☆Summer!, "Full Power☆Summer!")  foi usada como tema de abertura da série de anime Aho-Girl. Ainda em 2017, se apresentaram na Anime Expo, em Los Angeles.
Em 4 de junho de 2023, angela foi oficialmente certificada pelo Guinness World Records como "Maior número de músicas cantadas pelo mesmo artista para uma franquia de animação" na série Soukyuu no Fafner. O prêmio foi entregue no evento especial de exibição Soukyuu no Fafner BEHIND THE LINE no mesmo dia. Também foi anunciado um álbum completo contendo todas as músicas da série. No mesmo ano, fizeram o encerramento do anime Dekoboko Majo no Oyako Jijō.

## Integrantes

### Principais
- atsuko
  - Nome completo: Atsuko Yamashita (山下 敦子, Yamashita Atsuko)
  - Nascido: 23 de janeiro de 1975
  - Origem: Prefeitura de Okayama
  - Responsável por: Vocais, letras e composição
- KATSU
  - Nome completo: Katsunori Hirasato (平里 勝敬, Hirasato Katsunori)
  - Nascido: 12 de junho de 1974
  - Origem: Prefeitura de Okayama
  - Responsável por: Composição, arranjo, teclado, guitarra, bumbo, sanshin e DJ

### Apoio
- Jinbo-chan (じんぼちゃん)
  - Nome completo: Yasuhiro Kojima (小島 億洋, Kojima Yasuhiro)
  - Aniversário: 8 de abril
  - Instrumento: bateria
- Yuuki (ユウキ, Yūki)
  - Nome completo: Yūki Somekawa (染川 裕紀, Somekawa Yūki)
  - Aniversário: 2 de dezembro
  - Instrumento: baixo
- kanaco
  - Nome completo: Kanako Yamaguchi (山口 佳名子, Yamaguchi Kanako)
  - Aniversário: 18 de junho
  - Instrumento: violino
- Hazuki (葉月)
  - Instrumento: trombone
- Manami (愛美)
  - Instrumento: trompete
- Nao (ナオ)
  - Instrumento: Saxofone